# Mubadala World Tennis Championship
Die Mubadala World Tennis Championship ist ein Herren-Tennisturnier in den Vereinigten Arabischen Emiraten. Das Einladungsturnier wird seit 2009 auf Hartplatz in Abu Dhabi ausgetragen und dient als Vorbereitung auf die Australian Open. Es findet immer etwa im Zeitraum des Jahreswechsels statt. Am Wettbewerb nehmen sechs Spieler teil, wobei die beiden topgesetzten ein Freilos ins Halbfinale haben. Sieger der ersten Austragung wurde der Brite Andy Murray. Rafael Nadal ist mit vier Siegen Rekordsieger des Turniers.
Vor 2011 hieß das Turnier Capitala World Tennis Championship.

## Siegerliste
| Jahr        | Sieger            | Finalgegner           | Finalergebnis    |
| ----------- | ----------------- | --------------------- | ---------------- |
| 2009        | Andy Murray (1)   | Rafael Nadal          | 6:4, 5:7, 6:3    |
| 2010        | Rafael Nadal (1)  | Robin Söderling       | 7:63, 7:5        |
| 2011 / Jan. | Rafael Nadal (2)  | Roger Federer         | 7:6, 7:6         |
| 2011 / Dez. | Novak Đoković (1) | David Ferrer          | 6:2, 6:1         |
| 2012        | Novak Đoković (2) | Nicolás Almagro       | 6:74, 6:3, 6:4   |
| 2013        | Novak Đoković (3) | David Ferrer          | 7:5, 6:2         |
| 2014        | keine Austragung  | keine Austragung      | keine Austragung |
| 2015        | Andy Murray (2)   | Novak Đoković         | kampflos         |
| 2016        | Rafael Nadal (3)  | Milos Raonic          | 7:62, 6:3        |
| 2017        | Rafael Nadal (4)  | David Goffin          | 6:4, 7:65        |
| 2017 / Dez. | Kevin Anderson    | Roberto Bautista Agut | 6:4, 7:60        |